# Morbus Still des Erwachsenen
Morbus Still des Erwachsenen oder AoSD (engl. Adult-onset Still’s Disease) ist die Verlaufsform des Still-Syndroms bei Erwachsenen und zählt zu den seltenen autoinflammatorischen Erkrankungen (bei Kindern und Jugendlichen spricht man von der systemischen juvenilen idiopathischen Arthritis, SJIA). Die Krankheit beginnt meist zwischen dem 15. und 40. Lebensjahr. Dabei können zwei Altersgipfel für den Beginn der Krankheit beobachtet werden: zwischen 15 und 25 Jahren und zwischen 36 und 46 Jahren. Zehn Prozent der Betroffenen sind bei Beginn der Erkrankung älter als 50 Jahre.

## Epidemiologie
Bei der AoSD handelt es sich um eine sehr seltene Erkrankung, die weltweit auftritt. Schätzungen zufolge erkranken in Europa einer von einer Million Menschen daran. Männer und Frauen sind gleichermaßen betroffen. Allerdings handelt es sich um ältere epidemiologische Studien, aktuelle Daten liegen derzeit noch nicht vor (Stand Dezember 2019).

## Pathogenese
Die Pathogenese der Erkrankung ist bislang nicht im Detail bekannt, jedoch ist eine Homologie zwischen SJIA und AoSD nachgewiesen. AoSD zählt zu den nicht-familiären, sporadischen systemischen autoinflammatorischen Erkrankungen. Die Beschreibungen der Mechanismen, die zur Pathogenese von AoSD führen, sind bislang rein hypothetischer Natur. Wahrscheinlich spielt die pro-inflammatorische Kaskade eine wichtige Rolle dabei.
Bei der AoSD handelt es sich um eine systemische inflammatorische Erkrankung, deren Manifestation ein breites Spektrum an Symptomen und möglichen Komplikationen umfasst. Bei einer AoSD kommt es – laut aktuellem Forschungsstand – zu einer intensiven Aktivierung der angeborenen Immunzellen und somit zu einer krankhaften Überproduktion unterschiedlicher pro-inflammatorischer Zytokine wie Interleukin-1, Interleukin-6, Interleukin-17, Interleukin-18 und Tumornekrosefaktor (TNF). Es wird vermutet, dass spezifische Signalstoffe wie PAMPs (englisch, Pathogen-associated molecular patterns) oder DAMPs (englisch, Damage-associated molecular patterns) im Körper des Patienten freigesetzt werden. Diese Botenstoffe erreichen die neutrophilen Granulozyten via Toll-like-Rezeptoren. Infolgedessen werden unterschiedliche Inflammasome aktiviert. Diese Signalkaskade führt zu einer Überproduktion von aktivem Interleukin-1β. Dieser Mechanismus scheint für die Pathogenese von AoSD entscheidend zu sein. Eine Proteingruppe, die so genannten Alarmine, scheinen bei der Krankheitsentstehung ebenfalls involviert zu sein.
Darüber hinaus scheinen Defekte in den körpereigenen Entzündungs-regulatorischen Prozessen eine Rolle bei der Krankheitsentstehung zu spielen. Möglicherweise liegt bei Patienten ein Mangel an regulatorischen T-Zellen oder in der Produktion von Interleukin-10 durch natürliche Killerzellen vor. Ein unzureichender Abbau bestimmter Lipidmediatoren könnte ebenfalls an den krankhaften Entzündungsreaktionen bei AoSD beteiligt sein.
Auslöser der mit AoSD einhergehenden Entzündungsreaktionen können beispielsweise Infektionen sein. Bakterien und Viren lösen mit PAMPs Alarmsignale innerhalb des Immunsystems aus. Somit können die Überreaktion des Immunsystems sowie die pathologischen Entzündungsreaktionen, die mit AoSD einhergehen, ausgelöst werden.

## Symptome
AoSD weist vier Kardinalsymptome auf: Fieber, Gelenkschmerzen, Hautausschläge sowie eine signifikant erhöhte Anzahl an Leukozyten (über 10.000 pro Mikroliter) und neutrophilen Granulozyten (über 80 Prozent) im Blut. Die Patienten erleiden Fieberschübe mit bis zu 40 °C, die vorwiegend in den Abendstunden auftreten. Charakteristisch ist hierbei, dass das Fieber plötzlich auftritt und schnell ansteigt. Der Gesundheitszustand der Betroffenen verschlechtert sich rapide.
Auch eine Entzündung des Rachens kann ein initiales Symptom einer AoSD sein. Im weiteren Verlauf der Erkrankung kann ein deutlicher Anstieg an Leukozyten im Blut nachgewiesen werden. Darüber hinaus leiden Patienten unter starken Gelenkschmerzen, vorwiegend an den Knie-, Ellbogen-, Sprung- und Handgelenken. Auf der Haut der Betroffenen bilden sich während der Fieberschübe oft rosafarbene bis rote, fleckenartige Exantheme aus, die mit Entfieberung wieder verschwinden. Die Patienten weisen geschwollene Lymphknoten auf, ihre Milz und Leber können sich vergrößern. Mögliche Komplikationen sind entzündliche Veränderungen der Gelenke, bis hin zur Versteifung. Seltener sind Komplikationen, die lebenswichtige Organe wie Gehirn, Herz und Lunge betreffen. Eine Gehirnbeteiligung manifestiert sich in epileptischen Anfällen, Lähmungen oder einer Meningitis. Ist das Herz betroffen, kann es zu einer Perikarditis kommen. Eine Lungenbeteiligung äußert sich in Lungen- und Rippenfellentzündungen. Die AoSD verläuft dabei in Schüben.
Weitere mögliche Manifestationen der Erkrankung können Schluckstörungen, Muskelschmerzen und Blutgerinnungsstörungen sein.
Eine lebensgefährliche Komplikation des Still-Syndroms, sowohl bei Kindern als auch bei Erwachsenen, stellt das Makrophagenaktivierungssyndrom (MAS) dar.

## Diagnose
Bei AoSD handelt es sich um eine Ausschlussdiagnose. Sie wird erst gestellt, nachdem autoimmune, hämatologische und infektiöse Erkrankungen wie Kollagenosen, Neoplasien und Endokarditis ausgeschlossen werden können. Die Diagnostik der AoSD gestaltet sich in der Regel schwierig, da es sich um eine seltene Erkrankungen handelt, die nicht zum täglichen Krankheitsbild in einer Arztpraxis gehört. Zudem sind die Symptome zu Beginn der Erkrankung unspezifisch und können somit auf andere häufigere Erkrankungen hindeuten. Die Verdachtsdiagnose wird anhand der Kardinalsymptome der AoSD gestellt. Deren Art und Ausprägung sind jedoch wiederum von Patient zu Patient unterschiedlich. Bislang gab es noch keine eindeutigen Laborwerte, die spezifisch auf eine AoSD hingewiesen haben.
Bei betroffenen Patienten lässt sich eine deutlich erhöhte Anzahl an Leukozyten im Blut feststellen. Darüber hinaus können erhöhte Leberwerte gefunden werden. Ein möglicher Indikator kann das Serum-Ferritin sein. Hohe Serum-Ferritin-Spiegel deuten auf eine Aktivierung der Makrophagen und abnorm hohen Ausschüttung von Zytokinen hin. Jedoch konnten Studien zeigen, dass auch das Serum-Ferritin einen unzureichenden prädiktiven und diagnostischen Wert bei AoSD besitzt.
Weitere mögliche Biomarker für AoSD wurden untersucht, sind aber noch kein Teil der gängigen diagnostischen Praxis. Es gibt Hinweise darauf, dass bei einer systemischen Manifestation der Krankheit die Konzentrationen an Interleukin-1, Interleukin-6 und Interleukin-18 deutlich erhöht sind. Diese Interleukine könnten als mögliche Diagnostikmarker bei einer systemischen AoSD fungieren.
Bislang wurden für AoSD so genannte Major- und Minor-Diagnostikkriterien definiert:
| Major Kriterien                                                  | Minor Kriterien                                                               | Ausschlusskriterien                   |
| ---------------------------------------------------------------- | ----------------------------------------------------------------------------- | ------------------------------------- |
| Fieber über 39 °C, das mindestens eine Woche andauert            | Halsschmerzen                                                                 | Infektionen                           |
| Für AoSD typische flüchtige lachsfarbene Exantheme               | Abnorm hohe Leberwerte                                                        | Rheumatische Erkrankungen anderer Art |
| Schmerzen in Gelenken und Muskeln, die über zwei Wochen anhalten | Angeschwollene Lymphknoten, vergrößerte Milz                                  | Maligner Tumor                        |
| Abnorm erhöhte Leukozytenzahl > 10.000/µl                        | Test auf antinukleäre Antikörper sowie Rheumafaktoren zeigt negativen Befund. |                                       |

## Verlauf und Prognose
AoSD verläuft individuell verschieden, daher können nur sehr begrenzt Aussagen über den Krankheitsverlauf gemacht werden. Die Erkrankungsverläufe wurden zwar in unterschiedlichen Studien untersucht, jedoch handelt es sich um einzelne Fallstudien mit wenigen Patienten.
Die Krankheit kann einen monozyklischen Verlauf nehmen. Das ist bei 19 bis 44 Prozent der AoSD-Patienten der Fall. Dieser ist meist selbstlimitierend und klingt ohne die Gabe von Medikamenten von allein wieder ab. Die systemische Manifestation der Erkrankung verläuft über mehrere Wochen. Verspürt der Patient Schmerzen, können anti-inflammatorische nichtsteroidale Antirheumatika (NSAR) oder immunmodulatorische Medikamente gegeben werden.
AoSD kann auch in mehreren rezidivierenden Schüben verlaufen. Monate oder sogar Jahre nach einem therapierten Schub kann ein erneuter Schub auftreten. Die betroffenen Patienten hatten meist schon ihren ersten Schub in der Jugend in Form einer SJIA, die erfolgreich therapiert werden konnte. Erst Jahre später folgt im späteren Erwachsenenalter ein weiterer Schub. Die Rezidive stellen dabei eine Kombination aus systemischer- und Gelenksentzündung dar. Einen solch rezidivierenden polyzyklischen Verlauf nimmt die Erkrankung bei 10 bis 44 Prozent der betroffenen Patienten.
Der häufigste Krankheitsverlauf (bei 35 bis 67 Prozent der Betroffenen) ist der chronisch-progrediente Verlauf. Diese Form ist gekennzeichnet durch eine chronisch-persistierende Entzündung und Gelenkschäden. Systemische Entzündungen treten dabei immer wieder in regelmäßigen Zyklen auf.

## Therapie
Die Behandlungsoptionen der AoSD waren früher auf die Gabe von antientzündlichen Schmerzmitteln und Glukokortikoide begrenzt. Diese Therapien erwiesen sich jedoch als mäßig effektiv, besonders bei schweren Formen der Erkrankung. Bei 30 bis 40 Prozent der Patienten konnte die Krankheit mithilfe der Glukokortikoide und der NSAR nur sehr schwer oder gar nicht unter Kontrolle gebracht werden.
Modernere Therapiemöglichkeiten schließen die Gabe von Biologika ein, welche zur Behandlung von AoSD zugelassen sind (z. B. Canakinumab oder Anakinra). Vor allem bei Betroffenen, die aktive systemische Merkmale einer moderaten bis hohen Krankheitsaktivität aufweisen, oder bei Patienten mit anhaltender Krankheitsaktivität nach Behandlung mit NSAR oder Glukokortikoiden ist der Einsatz von Anakinra indiziert und kann als First-Line-Monotherapie oder in Kombination mit anderen entzündungshemmenden Arzneimitteln und basistherapeutischen DMARDs (englisch, Disease-modifying anti-rheumatic drugs) angewendet werden. Canakinumab ist für die Behandlung des aktiven Still-Syndroms bei Patienten, die auf bisherige Therapien mit NSAR und systemischen Kortikosteroiden nur unzureichend angesprochen haben in Monotherapie oder in Kombination mit dem DMARD Methotrexat indiziert.

## Ausblick
Bei AoSD ist das Treat-to-Target-Prinzip das strategisch bevorzugte Vorgehen der Wahl. Dabei handelt es sich um eine medikamentöse Therapie, die gezielt auf bestimmte Moleküle im Körper gerichtet ist. Es gibt aktuelle Evidenz, dass eine zielgerichtete Hemmung von Interleukin-1, Interleukin-6, Interleukin-18 und TNF die Entzündungsreaktionen, wie sie bei einer AoSD auftreten, hemmen können. So könnten zukünftig zielgerichtete TNF-, Interleukin-1, Interleukin-6 und Interleukin-18-Inhibitoren eingesetzt werden.